# U-521
O Unterseeboot 521 foi um U-Boot da Kriegsmarine que serviu durante a Segunda Guerra Mundial.
O submarino foi afundado no dia 2 de Junho de 1943 no Atlântico Norte por cargas de profundidade lançadas pelo navio de guerra norte-americano  USS PC-565. Neste afundamento morreram 51 tripulantes do U-Boot, sobrevivendo somente o seu comandante que permaneceu em cativeiro aliado até o final da Segunda Guerra Mundial.

## Comandante
| Comandante            | Data                                    |
| --------------------- | --------------------------------------- |
| Kptlt. Klaus Bargsten | 3 de junho de 1942 - 2 de junho de 1943 |

## Carreira

### Subordinação
| 3 de Junho de 1942 - 30 de setembro de 1942 | 4. Unterseebootsflottille |
| 1 de Outubro de 1942 - 2 de junho de 1943   | 2. Unterseebootsflottille |

### Patrulhas
|       | Comandante            | Partida    | Partida      | Chegada     | Chegada      | Dias | Toneladas |
| ----- | --------------------- | ---------- | ------------ | ----------- | ------------ | ---- | --------- |
|       | Kptlt. Klaus Bargsten | 3 out 1942 | Kiel         | 4 Out 1942  | Kristiansand | 2    |           |
| 1     | Kptlt. Klaus Bargsten | 6 out 1942 | Kristiansand | 8 Dez 1942  | Lorient      | 64   | 12 351    |
| 2     | Kptlt. Klaus Bargsten | 7 jan 1943 | Lorient      | 26 Mar 1943 | Lorient      | 79   | 7 950     |
| 3     | Kptlt. Klaus Bargsten | 5 mai 1943 | Lorient      | 2 Jun 1943  | Afundado     | 29   |           |
| Total | Total                 | Total      | Total        | Total       | Total        | 172  | 20 301 t  |

### Navios afundados
- 3 navios afundados num total de 19 551 GRT
- 1 navio de guerra auxiliar afundado num total de 750 GRT[1]

| Data        | Comandante     | Nome da Embarcação | Toneladas | Nacionalidade  |
| ----------- | -------------- | ------------------ | --------- | -------------- |
| 2 Nov 1942  | Klaus Bargsten | SS Hartington      | 5 496     | Reino Unido    |
| 3 Nov 1942  | Klaus Bargsten | SS Hahira          | 6 855     | Estados Unidos |
| 8 Fev 1943  | Klaus Bargsten | HMS Bredon (T-223) | 750       | Reino Unido    |
| 18 Mar 1943 | Klaus Bargsten | SS Molly Pitcher   | 7 200     | Estados Unidos |
| Total       | Total          | Total              | 20 301 t  |                |